# Thomas Schmidt (Politiker, März 1961)

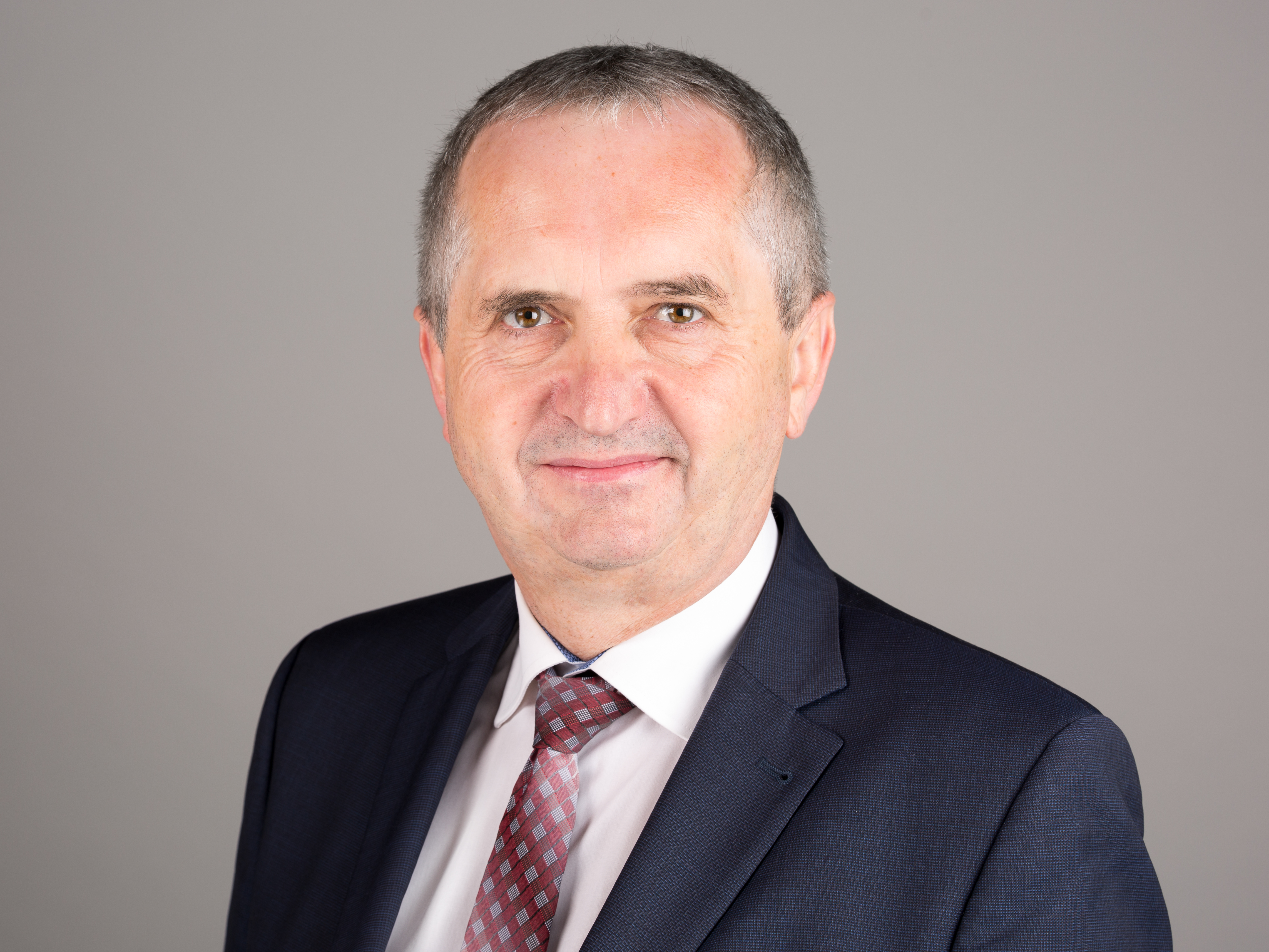
Thomas Schmidt (2016)

Thomas Gottfried Schmidt (* 7. März 1961 in Burgstädt) ist ein deutscher Politiker (CDU). Seit 2004 ist er Abgeordneter des Sächsischen Landtags. Er war von 2014 bis 2019 Sächsischer Staatsminister für Umwelt und Landwirtschaft und von 2019 bis 2024 Sächsischer Staatsminister für Regionalentwicklung.

## Leben und Karriere
Thomas Schmidt machte neben dem Abitur eine Ausbildung als Agrotechniker und studierte 1982 bis 1987 an der Martin-Luther-Universität in Halle zum Diplom-Agraringenieur. Von 1987 bis 1991 hatte er verschiedene Leitungsfunktionen in der LPG (Pflanzenproduktion) Hartmannsdorf inne und war von 1991 bis 2014 Betriebsleiter der Gruma agrar GmbH Tauscha.
Thomas Schmidt ist evangelisch-lutherisch, verheiratet und hat zwei Kinder.

### Politik
Thomas Schmidt trat 1985 in die DDR-Blockpartei DBD ein und wurde mit der Fusion 1990 Mitglied der Ost-CDU. In der CDU war er 1995 bis 2007 stellvertretender Vorsitzender und 2007 bis 2008 Vorsitzender des CDU-Kreisverbands Mittweida. Er wurde Mitglied des Landesvorstandes der CDU Sachsen und ist seit 2019 stellvertretender Landesvorsitzender der Partei.
Kommunalpolitisch war er bis 2010 als Mitglied des Gemeinderats Taura bei Burgstädt aktiv. Seit der 4. Legislaturperiode ab dem Jahr 2004 ist er für den Wahlkreis 22 (Mittweida 2 bzw. Mittelsachsen 5) direkt gewähltes Mitglied des Sächsischen Landtags. Im Landtag gehörte er von 2004 bis 2014 dem Ausschuss für Umwelt und Landwirtschaft, dessen Stellvertretender Vorsitzender er von 2009 bis 2014 war. Darüber hinaus war er in der Legislaturperiode von 2004 bis 2009 Mitglied im Petitionsausschuss und im Untersuchungsausschuss Sächsische Landesbank. Von 2009 bis 2011 war er Vorsitzender des Ausschusses für Immunität und Geschäftsordnungsangelegenheiten. Er gehörte darüber hinaus dem CDU-Fraktionsarbeitskreis Wirtschaft, Arbeit und Verkehr an. Von 2010 bis 2013 war Schmidt Vorsitzender der Enquetekommission Strategien für eine zukunftsorientierte Technologie- und Innovationspolitik im Freistaat Sachsen, welche im 1. Quartal 2013 ihren Abschlussbericht vorlegte. Von 2011 bis 2014 war er stellvertretender Vorsitzender der CDU-Landtagsfraktion.
Am 13. November 2014 wurde er von Ministerpräsident Stanislaw Tillich zum Staatsminister für Umwelt und Landwirtschaft in der Sächsischen Landesregierung ernannt.
Von 28. November 2014 bis zum 30. Juni 2016 war er als Vertreter des Bundesrates und Mitglied der Sächsischen Staatsregierung Ordentliches Kommissionsmitglied in der Kommission Lagerung hoch radioaktiver Abfallstoffe (Endlagerkommission) gemäß § 3 Standortauswahlgesetz.
Thomas Schmidt war Mitglied der 15. Bundesversammlung zur Wahl von Bundespräsident Joachim Gauck am 18. März 2012 und der 16. Bundesversammlung zur Wahl von Bundespräsident Frank-Walter Steinmeier am 12. Februar 2017. Darüber hinaus ist er für den Freistaat Sachsen stellvertretendes Mitglied des Bundesrates. Er ist Stiftungsratsvorsitzender der Sächsischen Landesstiftung Natur und Umwelt. Thomas Schmidt ist Mitglied des Aufsichtsrates der Wirtschaftsförderung Sachsen sowie der Sächsische Energieagentur (SAENA). Darüber hinaus ist er ehrenamtliches Kuratoriumsmitglied des Fraunhofer-Institutes für Elektronische Nanosysteme (ENAS) in Chemnitz.
Bei der Landtagswahl in Sachsen 2019 wurde er im Wahlkreis Mittelsachsen 5 mit 36,9 Prozent der Direktstimmen wiederum zum Wahlkreisabgeordneten gewählt.
Im Kabinett Kretschmer II wurde er am 20. Dezember 2019 als Sächsischer Staatsminister für Regionalentwicklung vereidigt. Als solcher war er ordentliches Mitglied im Europäischen Ausschuss der Regionen in Brüssel. Im Zuge der Bildung des Kabinetts Kretschmer III schied er am 19. Dezember 2024 aus dem Ministeramt aus.
Bei der Landtagswahl in Sachsen 2024 trat er im neu zusammengestellten Wahlkreises Mittelsachsen 3 an und gewann das Direktmandat mit 40,2 Prozent.